# أكاديمية فرونزي العسكرية

أكاديمية فرونزي العسكرية (بالروسية: Военная академия имени М. В. Фрунзе) كانت أكاديمية عسكرية ضمن القوات المسلحة السوفيتية، ولاحقًا بعد تفكك الاتحاد السوفيتي نهاية عام 1991، ضُمت للقوات المسلحة الروسية.
تأسست عام 1918 لتدريب الضباط المنخرطين في الجيش الأحمر السوفيتي المشكل حديثًا آنذاك، وكانت الأكاديمية واحدة من أعرق المؤسسات الأكاديمية العسكرية في الاتحاد السوفيتي. عند تأسيسها أطلق عليها اسم أكاديمية الأركان العامة للجيش الأحمر، واضطلعت بدور مماثل لسابقتها أكاديمية نيكولاس لهيئة الأركان العسكرية الإمبراطورية، التي كانت قائمة قبل الثورة البلشفية وذلك من 1832 حتى 1918، ثم أعيدت تسميتها الأكاديمية العسكرية في عام 1921 ثم سُميت أكاديمية إم في فرونزي العسكرية في عام 1925، تكريمًا للقائد العسكري ميخائيل فرونزي، الذي كان مديرًا للأكاديمية خلال الفترة 1924-1925.
أصبحت كلية أركان عليا مع إضافة دورات لكبار ضباط القيادة في الثلاثينيات من القرن الماضي، قبل أن يتم نقلهم في عام 1936 إلى الأكاديمية العسكرية لهيئة الأركان العامة المشكلة حديثًا في ذلك الوقت. بحلول ذلك الوقت كان العديد من كبار قادة الجيش الأحمر من خريجي الأكاديمية، حيث وصل عدد الخريجين من الأكاديمية بحلول عام 1941 ما يقارب 7500 خريج. خلال الحرب العالمية الثانية، تم استدعاء أعداد كبيرة من الموظفين والطلاب للقتال. فاز العديد منهم بعد الحرب بالأوسمة والجوائز، منهم 244 نالوا أوسمة أبطال الاتحاد السوفيتي، و18 منهم حصلوا على الوسام مرتين، وقد استمر التدريب والبحث في الأكاديمية طيلة فترة الحرب.
واصلت الأكاديمية تدريب كبار الضباط في القوات المسلحة السوفيتية بعد الحرب، حيث كانت نقطة انطلاق لأولئك المرشحين للقيادة العليا قبل التحاقهم بالأكاديمية العسكرية لهيئة الأركان العامة. كما أُنشئت كلية لدمج الابتكارات التكتيكية والاستراتيجية التي طُورت خلال الحرب العالمية الثانية والتقدم اللاحق في العلوم والتكنولوجيا. مع التطورات في الأسلحة النووية، قامت الأكاديمية بتدريب الضباط على استخدام الدبابات ووحدات البنادق الآلية والطيران والمدفعية في حرب نووية محتملة.
صُنفت الأكاديمية على أنها أرقى الأكاديميات العسكرية السوفيتية، حيث أُلحق الضباط من رتبة النقيب فما فوق في دورة دراسية في الأكاديمية مدتها ثلاث سنوات لإعدادهم للقيادة العليا. كما منحت الأكاديمية أيضًا درجات بحث ودراسات عليا في مختلف جوانب الدراسات العسكرية. بين عامي 1934 و 1988، حصل 722 من خريجي الأكاديمية على لقب بطل الاتحاد السوفيتي، بينما حصلت الأكاديمية على وسام لينين، ووسام الراية الحمراء لأكاديمية سوفوروف من الدرجة الأولى، ووسام ثورة أكتوبر. استمرت الأكاديمية في العمل بعد تفكك الاتحاد السوفيتي في عام 1991. وفي 29 أغسطس 1998، صدر مرسوم حكومي رقم 1009، تم بموجبه دمج الأكاديمية مع أكاديمية مالينوفسكي العسكرية للقوات المدرعة، التي سميت على اسم المشير ووزير الدفاع في الاتحاد السوفيتي روديون مالينوفسكي، وبرنامج تدريب الضباط المعروف آنذاك بـ«برنامج إطلاق النار» (بالروسية: «Курсы «Выстрел)، وتشكلت من المؤسسات الأكاديمية الثلاث، أكاديمية الأسلحة المشتركة للقوات المسلحة الروسية.

## رؤساء الأكاديمية
كان أنطون كليموفيتش هو أول رئيس للأكاديمية، وهو يحمل رتبة لواء وقائد فرقة. خدم في الحرب الروسية اليابانية والحرب العالمية الأولى.
- انطون كليموفيتش (1918-1919)
- أندريه سنساريف (1919-1921)
- ميخائيل توخاتشيفسكي (1921-1922)
- أناتولي كريزر (1922)
- بافيل ليبيديف (1922-1924)
- ميخائيل فرونزي (1924-1925)
- روبرتس إيدمانيس (1925-1932)
- بوريس شابوشنيكوف (1932-1935)
- أوجست كورك (1935-1937)
- نيكولاي فيروفكين-راخالسكي (1937-1939)

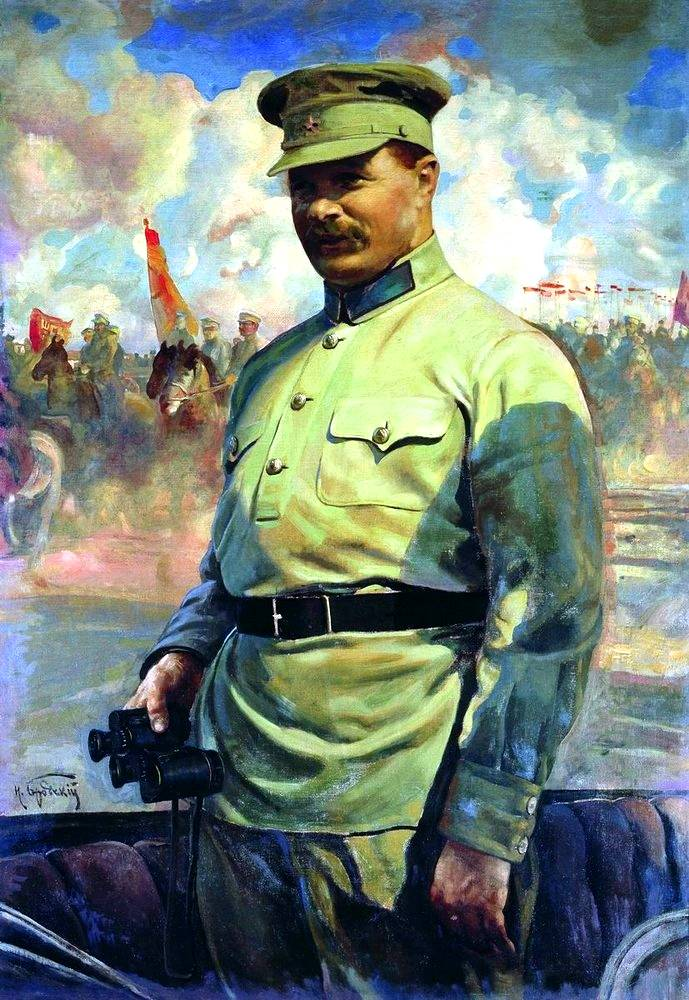
ميخائيل فرونزي، مدير الأكاديمية، التي سميت بعد وفاته بإسمه. لوحة رُسمت بعد وفاته عام 1929، بواسطة الفنان إسحاق برودسكي

- ميخائيل خوزين (1939-1941)
- نيكولاي فيروفكين-راخالسكي (1941-1944)
- نيكاندر تشيبيسوف (1944-1948)
- فياتشيسلاف تسفيتاييف (1948-1950)
- أليكسي زادوف (1950–1954)
- بافل كوروشكين (1954-1968)
- أندريه ستوتشينكو (1968-1969)
- أليكسي رادزيفسكي (1969-1978)
- بافل ملنيكوف (1978-1982)
- جينادي أوباتوروف (1982-1985)
- فلاديمير كونشيتس (1985-1991)
- فلاديمير لوبوف (1991)
- فيودور كوزمين (1992-1997)
- ليونيد زولوتوف (1997-1998)